# Cathy Cahlin Ryan
Cathy Cahlin Ryan (Miami, 1971) è un'attrice statunitense.
È nota per il ruolo di Corinne Mackey nel telefilm The Shield. È sposata con il produttore Shawn Ryan, creatore della predetta serie televisiva.

## Filmografia parziale
- The Shield – serie TV, 83 episodi (2002-2008)
- Redbelt, regia di David Mamet (2008)
- Lie to Me – serie TV, episodio 2x19 (2010)

## Doppiatrici italiane
Nelle versioni in italiano dei suoi lavori, Cathy Cahlin Ryan è stata doppiata da:
- Daniela Calò in The Shield
- Claudia Razzi in Redbelt
- Isabella Pasanisi in S.W.A.T.
- Anna Rita Pasanisi in S.W.A.T. (ep. 1x06)